# 林登鎮區 (密蘇里州克里斯蒂安縣)
林登鎮區（英語：Linden Township）是位於美國密蘇里州克里斯蒂安縣的一個行政鎮區。

## 地方資料
林登鎮區的面積為57.31平方千米，當中陸地面積為56.95平方千米，而水域面積為0.36平方千米。根據2020年美國人口普查的數據，當地共有人口2109人，而人口密度為每平方千米36.8人。